# 20-ih pr. Kr.
1. tisućljeće pr. Kr.
◄ | 2. stoljeće pr. Kr. | 1. stoljeće pr. Kr. | 1. stoljeće► | 
◄ | 50-ih pr. Kr. | 40-ih pr. Kr. | 30-ih pr. Kr. | 20-ih pr. Kr. | 10-ih pr. Kr. | 0-ih pr. Kr. | 0-ih | ►
29. pr. Kr. | 28. pr. Kr. | 27. pr. Kr. | 26. pr. Kr. | 25. pr. Kr. | 24. pr. Kr. | 23. pr. Kr. | 22. pr. Kr. | 21. pr. Kr. | 20. pr. Kr.

## Glavni događaji
- 29. pr. Kr. – počinju Dački ratovi
- 16. siječnja 27. pr. Kr. – Rimski Senat dodjeljuje Oktavijanu naziv August. Pod tim imenom ulazi u povijest kao prvi rimski car.
- 23. pr. Kr. – Car August uvodi čvrst novčani sistem sa zlatnicima (Aureas), srebrnjacima (Denaurius), mesinganim (Sestertius, Dupondius) i bakrenim kovancima.